# 筏津ダム
筏津ダム（いかだづダム、いかだつダム、いかなづダム）は、高知県高岡郡越知町野老山（ところやま）、一級河川・仁淀川水系仁淀川に建設されたダム。野老山ダムともいう。高さ25.5メートルの重力式コンクリートダムで、四国電力の発電用ダムである。同社の水力発電所・仁淀川第三発電所に送水し、最大1万キロワットの電力を発生する。

## 歴史
愛媛県から高知県へと流れる仁淀川では、古くから愛媛県側を伊予鉄道電気が、高知県側を高知県営にて、それぞれ水力発電所の建設を進めたことで、一大電源地帯が形成されていた。これら仁淀川の水力発電所は戦後になって四国電力が継承。同社は仁淀川中流部において、既存の仁淀川発電所、加枝発電所の下流に仁淀川第三発電所の建設を計画した。1955年（昭和30年）に漁業および公共補償問題を解決させ、1956年（昭和31年）5月1日に着工。現場はたびたび洪水に襲われ、仮設備のみならず作業員までもが濁流の中に消えていった。こうした難工事の中にあっても新工法の導入によって工期の延伸は抑えられ、完成した発電所は1958年（昭和33年）8月9日に運転を開始した。

## 周辺
越知町役場前から仁淀川沿いに敷かれた国道33号を上流に向かって進むと筏津ダムに至る。筏津ダムに貯えられた水は仁淀川第三発電所に送水され、最大1万キロワットの電力を発生したのち、鎌井田の放水口から仁淀川に放流される。この放水口の周辺はアユの釣り場として有名である。仁淀川第三発電所はダムの高さによって落差を得るダム式の水力発電所であるが、その建屋をダムの付近で見つけることはできない。それもそのはず、発電所は筏津ダムに内蔵されているからである。これは建屋建設に適した平地がダム周辺に見あたらなかったためで、コンピュータのない当時のこと、技術者たちは手動計算機を用い、この奇抜なダムの設計を行った。
仁淀川「第三」発電所という名称から、仁淀川「第一」・「第二」発電所の存在が推測されるが、いずれも欠番である。かつて筏津ダムの上流には仁淀川発電所（1万500キロワット）が存在したが、大渡ダム（国土交通省直轄ダム）の建設に伴い廃止され、大渡発電所（3万3,000キロワット）として生まれ変わった。大渡発電所から仁淀川第三発電所の中間にも加枝発電所（9,700キロワット）があるのみで、仁淀川第二発電所は存在しない。

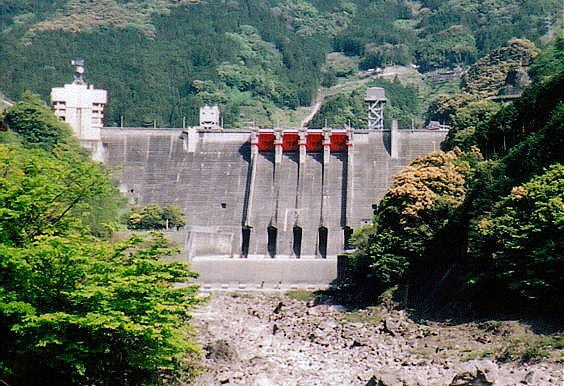
大渡ダム